# Kodeks Korwina

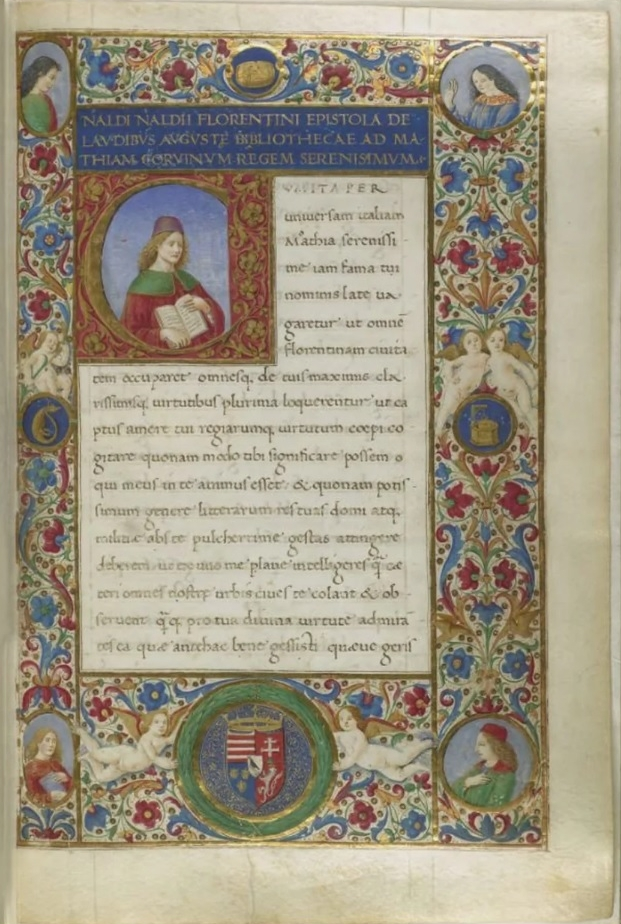
Iluminowana strona z Kodeksu Korwina

Kodeks Korwina, wł. Epistola de laudibus augustae bibliothecae atque libri quatuor versibus scripti eodem argumento ad serenissimum Mathiam Corvinum Panoniae regem, pol. List do Najjaśniejszego Macieja Korwina, króla Panonii, o pochwałach dostojnej biblioteki i księgach czterech wersetów napisanych na ten sam temat – manuskrypt pergaminowy powstały około 1486 r., opisujący bibliotekę króla Węgier Macieja Korwina w formie poematu florenckiego poety Naldo Naldiego, który ozdobił iluminacjami Attavante degli Attavanti.

## Historia
Manuskrypt pergaminowy Epistola de laudibus augustae bibliothecae atque libri quatuor versibus scripti eodem argumento ad serenissimum Mathiam Corvinum Panoniae regem Naldiego ilustrowany przez iluminacjami Attavantego powstał ok. 1486 roku i zawiera prozatorski list (epistola) do króla Macieja oraz poemat opisujący wnętrza biblioteki w Budzie w czterech księgach heksametrem. Jego autor Naldo Naldi nadzorował we Florencji prace skryptorium, które przygotowywało rękopisy do tworzonej przez Macieja Korwina biblioteki. 
Po śmierci Macieja Korwina księgozbiór był sukcesywnie zubożany. Część kodeksów greckich i łacińskich nabyli humaniści spoza Węgier. Ponadto po zdobyciu Budy przez Sulejmana Wspaniałego zachowane jeszcze zbiory przewieziono do Konstantynopola, gdzie ulegały dalszemu rozproszeniu, gdy były darowane różnym władcom i ambasadorom. W XVI wieku anonimowy toruńczyk podarował manuskrypt Epistola de laudibus augustae bibliothecae Bibliotece Gimnazjum Akademickiego, co poświadcza opublikowana w 1594 r. mowa Hulderyka Schobera, konrektora gimnazjum, w której nie tylko wymienił kodeks, ale również przytoczył treść listu. Nie ma żadnych informacji nt. posiadaczy woluminu z okresu pomiędzy opuszczeniem przez niego zbiorów biblioteki w Budzie i podarowaniem bibliotece toruńskiej. Obecnie rękopis znajduje się w kolekcji Wojewódzkiej Biblioteki Publicznej - Książnicy Kopernikańskiej. W 2005 r. zachowane zbiory biblioteki Korwina zostały wpisane na listę Pamięci Świata UNESCO. Kodeks Korwina stanowi jeden z 650 rozproszonych po świecie egzemplarzy ze zbiorów dawnej biblioteki króla Węgier Macieja Korwina.
W lutym 2022 w Sejmie został złożony poselski projekt ustawy umożliwiającej wywłaszczenie Książnicy Kopernikańskiej z kodeksu. Manuskrypt miał być darowany Węgrom jako forma rewanżu za przekazaną wcześniej Polsce zbroję młodzieńczą Zygmunta II Augusta. W obronę manuskryptu zaangażowało się wiele środowisk. Stanowiska sprzeciwiające się jego oddawaniu złożyło 37 instytucji, a dezaprobatę wyraził m.in. prymas Polski abp. Wojciech Polak. Petycję o zaniechanie prac nad projektem ustawy podpisało ponad 30 tys. osób. W marcu 2022, tj. krótko po ataku Rosji na Ukrainę, względem którego rząd Węgier zajął odmienne od polskiego stanowisko, Ministerstwo Kultury i Dziedzictwa Narodowego odcięło się od pomysłu. Mimo to samorząd województwa, któremu podlega Książnica Kopernikańska, poczynił formalne kroki w sprawie ochrony zabytku, a Rada ds. Narodowego Zasobu Bibliotecznego zaopiniowała pozytywnie wniosek o wpisanie kodeksu do narodowego zasobu bibliotecznego, do którego zaliczane są unikatowe zbiory o szczególnym znaczeniu dla dziedzictwa narodowego. Wpisu, zapewniającego manuskryptowi najwyższą ochronę, także przed ewentualnymi próbami wywiezienia z kraju, dokonano w 2024.

## Opis
Szczególnie bogata jest dekoracja pierwszej karty woluminu z inicjałem z wizerunkiem autora, złoconą inskrypcją i dekoracją na marginesach, składającą się z ornamentów komponujących się z motywami emblematycznymi, które odnoszą się do Macieja Korwina i jego żony Beatrycze. Na tejże karcie znajduje się herb króla w wieńcu laurowym trzymanym przez dwa amorki. Ponadto na stronie umieszczono również medaliony z wizerunkami postaci, których identyfikacja jest obecnie niemożliwa, zatem ich treść symboliczna jest niejasna.
W kodeksie znalazło się wiele informacji, m.in. na temat ulokowania biblioteki w budzińskim zamku, użytych do tego celu mebli, rozmieszczenia ksiąg w ich obrębie oraz tego, jakie księgi należały do księgozbioru. Wolumin zapisano antykwą minuskułową, którą Włosi nazywali littera antiqua, jako że  w okresie renesansu mylnie uznano ją za pismo starożytne, gdyż natrafiano na nie w kodeksach z tekstami m.in. rzymskich autorów. W rzeczywistości pismo to było naśladownictwem minuskuły karolińskiej z IX wieku. Na księgę składają się 62 pergaminowe karty (format 30,5 na 20,5 cm).